# Hormiga guerrera

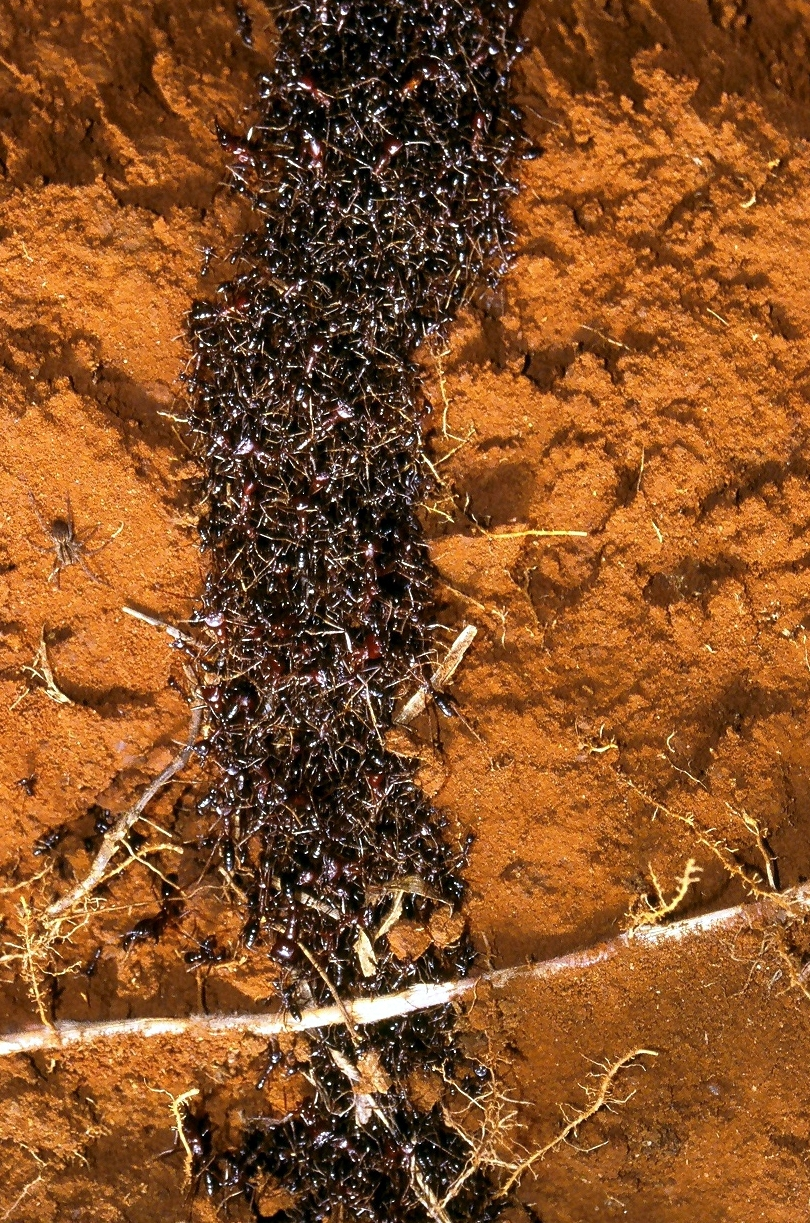
Razia de hormigas africanas del género Dorylus, conocidas por los masái como siafu.

El término hormiga guerrera, hormiga legionaria o marabunta, se aplica a más de 200 especies de hormigas de diferentes subfamilias y géneros que se caracterizan por su agresivo comportamiento depredador, su carácter nómada y sus incursiones o «razias» en las que un enorme número de hormigas (de 100 000 a 2 000 000 de obreras adultas en columnas de hasta 20 m de ancho y 200 m de largo) se adentran en un área, atacando a sus presas en masa.
Otro rasgo que comparten es que, a diferencia de la mayor parte de especies de hormigas, estos «ejércitos» no construyen hormigueros permanentes, y una colonia de hormigas guerreras se mueve casi sin cesar durante su existencia. Todas las especies son miembros de la familia Formicidae, pero hasta fechas recientes se creía que varios grupos habían desarrollado de forma independiente el mismo síndrome ecológico y de comportamiento básico. Este síndrome se conoce a menudo como «comportamiento legionario» y puede ser un ejemplo de evolución convergente.

## Circunscripción
Históricamente, «hormiga guerrera» se refería, en sentido amplio, a varios miembros de 5 subfamilias de hormigas diferentes: en dos de estos casos, Myrmicinae y Ponerinae, solo se ha evidenciado el comportamiento legionario en algunas especies y géneros; en las otras dos subfamilias, Dorylinae y Leptanillinae, todas las especies constituyentes son legionarias. Clasificaciones más recientes de las hormigas incluyen ahora una nueva subfamilia adicional, Leptanilloidinae, que también consiste en especies legionarias estrictas, por lo que actualmente también se incluye en esta denominación.
Un estudio realizado por Sean Brady, de la Universidad Cornell en 2003 sobre treinta especies, indica que las hormigas de los géneros Dorylus y Eciton formaron entre ambas un grupo monofilético: todos los indicadores genéticos idénticos compartidos sugieren un ancestro común. Brady concluyó que estos dos grupos son por lo tanto un único linaje que evolucionó a mediados del Cretáceo en Gondwana, y desde entonces las dos subfamilias se unen en una única subfamilia, Ecitoninae, aunque no existe un consenso total en todo el mundo.
En consecuencia, las hormigas guerreras actualmente reconocidas consisten en los géneros siguientes:
Subfamilia Dorylinae
- Aenictus
- Cheliomyrmex
- Dorylus (Hormiga siafu)
- Eciton
- Labidus
- Neivamyrmex
- Nomamyrmex

Subfamilia Leptanillinae:
- Anomalomyrma
- Leptanilla
- Phaulomyrma
- Protanilla
- Yavnella

Subfamilia Leptanilloidinae:
- Asphinctanilloides
- Leptanilloides

Subfamilia Myrmicinae:
- Carebara

Subfamilia Ponerinae:
- Leptogenys (algunas especies)
- Onychomyrmex
- Simopelta

## Fase nómada y estacionaria
Las hormigas guerreras tienen dos fases de actividad: una fase nómada (errante) y una fase estacionaria (sedentaria).
Durante la fase nómada las hormigas se mueven durante el día, capturando insectos, arañas y pequeños vertebrados. Al anochecer forman su nido, que cambian casi diariamente. Algunas especies protegen sus rutas con soldados. Durante la caza son acompañados por varias aves, como hormigueros, tordos y chochines, que devoran a los insectos que huyen al paso de las hormigas. Entre las hormigas guerreras también hay especies que solo salen por la noche, aunque no hay estudios en profundidad de sus actividades. De las especies que son activas durante el día, Eciton burchelli y Eciton hamatum son las más estudiadas.
La fase estacionaria, que dura aproximadamente de dos a tres semanas, comienza cuando las larvas pasan al estado de pupa. Desde este momento, las presas con que se alimentaba a las larvas ahora se utilizan exclusivamente para alimentar a la reina. El gáster (abdomen) de la reina se agranda (Estado fisogastrico) considerablemente y pone los huevos. Al final de fase estacionaria, la eclosión de las pupas coincide con la aparición de las hormigas de obreras de sus capullos. Después, las hormigas reanudan la fase nómada.

## Nidos
Las hormigas guerreras no construyen un nido como la mayoría de las demás especies de hormigas. En su lugar construyen un nido viviente con sus cuerpos, conocido como vivac. Los vivacs suelen situarse en troncos de árboles o en madrigueras excavadas por las hormigas, y los forman uniendo sus patas unas a otras y así creando una especie de bola, que puede parecer no estructurada a simple vista, pero que es en realidad una estructura bien construida. Las obreras de más edad se sitúan en el exterior, dejando el interior para las más jóvenes. Ante una mínima perturbación, las hormigas soldado se reúnen en la parte superior del campamento, dispuestas a defender el nido con sus potentes mandíbulas, (el caso de Eciton). El interior del nido está lleno de numerosos pasajes y contiene muchas cámaras con los alimentos, la reina, las larvas y los huevos.

## Alimentación e incursiones
Las hormigas legionarias pueden consumir hasta 100 000 animales cada día, por lo que pueden tener una influencia significativa en la población, diversidad y comportamiento de sus presas. La selección de presas varía dependiendo de las especies. Las especies subterráneas cazan principalmente artrópodos que viven bajo tierra y sus larvas, gusanos y, esporádicamente, pequeños vertebrados, huevos de tortuga o semillas aceitosas. La mayoría de las especies, los «ladrones» de la colonia se especializan en las crías de avispas y de otras hormigas. Solo unas pocas especies parecen tener el amplio espectro de presas se aprecia en las especies que realizan incursiones. A pesar de que matarán a los pequeños vertebrados que queden atrapados en el ataque, las mandíbulas del género Eciton estadounidense no están adaptadas a este tipo de presa, en contraste con la Hormiga Siafu u Dorylus africano. Estas presas no deseadas simplemente se dejan atrás y son consumidas por carroñeros o por las moscas que acompañan el enjambre de hormigas. Solo unas pocas especies cazan fundamentalmente en la superficie de la tierra; buscan sus presas sobre todo entre la hojarasca y la vegetación baja. Hay unas cinco especies que cazan en los árboles más altos, en los que pueden atacar a las aves y a sus huevos, aunque se centran en la caza de otros insectos sociales, junto con sus huevos y larvas.
En sus incursiones, las hormigas guerreras siguen dos patrones: la incursión en columna y los ataques de enjambre. Eciton hamatum es un ejemplo típico de invasor en columna; miembros del enjambre se separan a los lados de la ruta principal y forman pequeños grupos de búsqueda, con una formación similar a un árbol con sus ramas. Los caminos secundarios individuales pueden estar muy separados el uno del otro. Las hormigas guerreras tropicales, como Eciton burchelli, optan por el ataque de enjambre; inicialmente también tienen una ruta principal, para después separarse en múltiples ramas en una formación similar a un paraguas, pero sus caminos secundarios están muy juntos y pueden cruzarse muchas veces, de modo que los equipos individuales cubren de forma efectiva una gran área. De esta forma la columna puede abrirse en abanico abarcando un ancho de hasta 20 metros.

## Ecitoninae(Taxon inactivo/Sinonimo menor de Dorylinae)

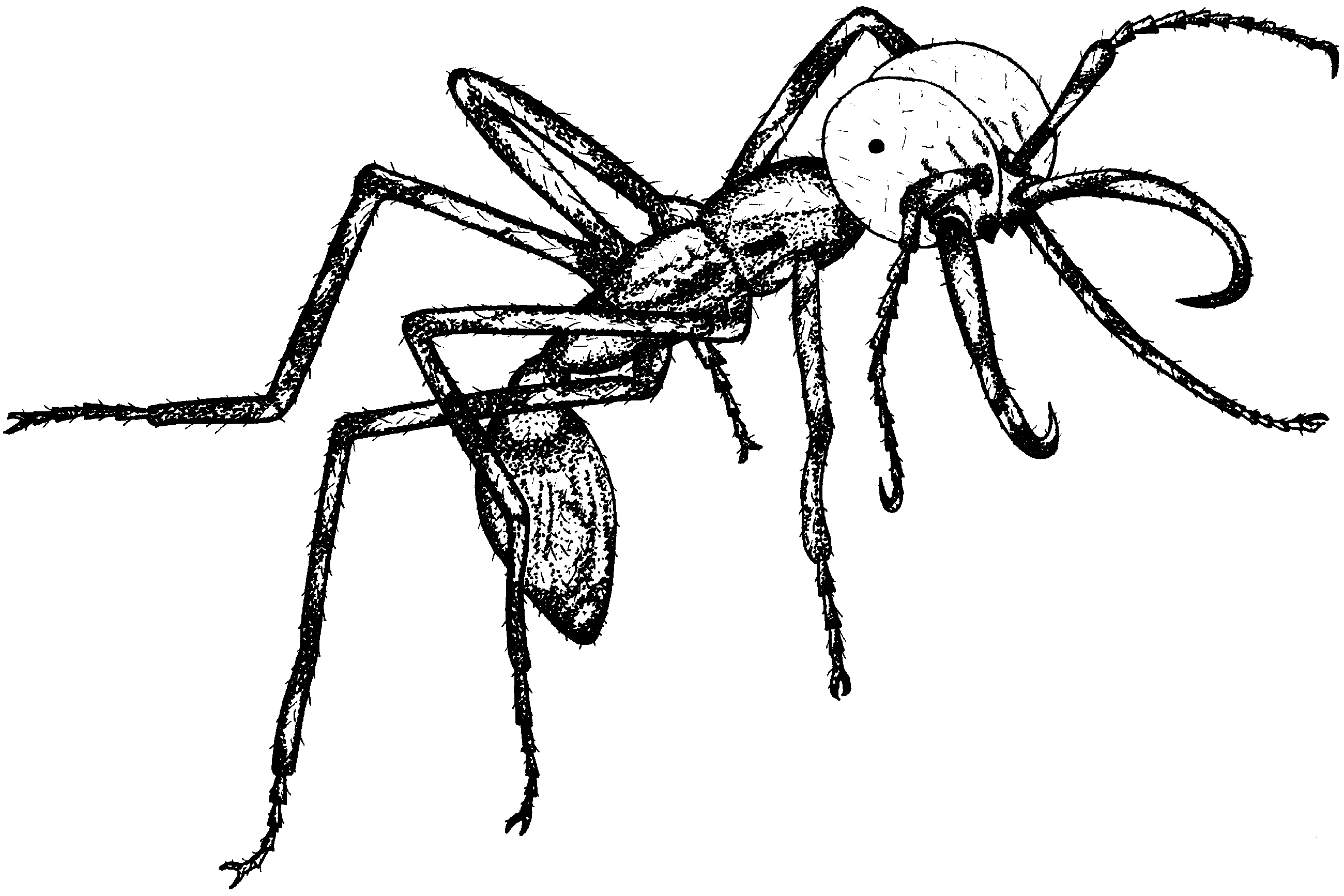
Hormiga soldado del Nuevo Mundo, También llamada marabunta, Eciton burchelli.

La mayoría de las hormigas legionarias del Nuevo Mundo pertenecen a la subfamilia Ecitoninae (Dorylinae actualmente). Esta subfamilia se subdivide en dos grupos, las tribus Cheliomyrmecini y Ecitonini; la primera contiene solo el género Cheliomyrmex, y la segunda contiene cuatro géneros, Neivamyrmex, Nomamyrmex, Labidus y Eciton, el género que da nombre al grupo. El género Neivamyrmex es el mayor de todos los géneros de hormigas guerreras, con unas 120 especies, todas en los Estados Unidos. La especie predominante de Eciton es E. burchellii, cuyo nombre común es «hormiga guerrera» y que está considerada como la especie tipo.
Las hormigas guerreras del Viejo Mundo se dividen entre dos tribus Aenictini y Dorylini. La tribu Aenictini se compone de un solo género, Aenictus, que contiene más de 50 especies de hormigas guerreras. La tribu Dorylini contiene las hormigas más agresivas del género Dorylus. Se conocen unas 60 especies.
Históricamente se creía que los linajes Ecitoninae del Nuevo y del Viejo Mundo habían evolucionado de forma independiente, un ejemplo de evolución convergente, pero un análisis genético realizado por Brady en 2003 sugiere que todas ellas evolucionaron de un ancestro común que vivió hace aproximadamente 100 millones de años, cuando los continentes de África y América se separaron. La taxonomía de las hormigas guerreras está en constante cambio, y el análisis genético seguirá proporcionando más información sobre la relación entre las distintas especies.